# Division I (Schach) 1959
Die Division I 1959 war die zehnte schwedische Mannschaftsmeisterschaft im Schach (Allsvenskan) und gleichzeitig deren siebte Austragung in einem Ligabetrieb mit Auf- und Abstieg.

## Datum und Ort
Die Wettkämpfe wurden am 31. Oktober und 1. November in Göteborg ausgetragen.

## Turnierverlauf
Der SK Rockaden Stockholm besiegte alle Konkurrenten und verteidigte seinen Titel. Auch den zweiten Platz belegte mit dem Aufsteiger Schack-27 Kamraterna Stockholm ein Stockholmer Verein, während der zweite Aufsteiger SK Kamraterna Göteborg und Stockholms Södra SS die Abstiegsplätze belegten. Den Göteborgern blieb allerdings der Abstieg erspart, da 1960 anstelle der Stockholmer Vereinsmannschaften eine Stockholmer Distriktauswahl in der Division I antrat und damit zwei Plätze frei wurden.

### Abschlusstabelle
| Pl. | Verein                             | Sp | G | U | V | MP  | Brett-P.  |
| --- | ---------------------------------- | -- | - | - | - | --- | --------- |
| 01. | SK Rockaden Stockholm (M)          | 3  | 3 | 0 | 0 | 6:0 | 18,0:12,0 |
| 02. | Schack-27 Kamraterna Stockholm (N) | 3  | 2 | 0 | 1 | 4:2 | 16,0:14,0 |
| 03. | SK Kamraterna Göteborg (N)         | 3  | 1 | 0 | 2 | 2:4 | 14,5:15,5 |
| 04. | Stockholms Södra SS                | 3  | 0 | 0 | 3 | 0:6 | 11,5:18,5 |

### Entscheidungen
|     | Schwedischer Mannschaftsmeister: SK Rockaden Stockholm |
|     | Absteiger in die Division II: Stockholms Södra SS      |
| (M) | Meister der letzten Saison                             |
| (N) | Aufsteiger der letzten Saison                          |

### Kreuztabelle
| Ergebnisse | Ergebnisse                     | 01. | 02. | 03. | 04. |
| ---------- | ------------------------------ | --- | --- | --- | --- |
| 01.        | SK Rockaden Stockholm          |     | 5½  | 6   | 6½  |
| 02.        | Schack-27 Kamraterna Stockholm | 4½  |     | 5½  | 6   |
| 03.        | SK Kamraterna Göteborg         | 4   | 4½  |     | 6   |
| 04.        | Stockholms Södra SS            | 3½  | 4   | 4   |     |

## Die Meistermannschaft
| 1.            | SK Rockaden Stockholm |
| Schachfiguren | Olof Sterner, Sture Nyman, Åke Olsson, Allan Bergqvist, Roland Fagerström, Bertil Lundberg, Sven Gunnar Samuelson, J. Blomquist, Kurt Savegren, Joachim Wesche. |